# 7267 Victormeen
7267 Victormeen este un asteroid care intersectează orbita planetei Marte.

## Descriere
7267 Victormeen este un asteroid care intersectează orbita planetei Marte. Asteroidul prezintă o orbită caracterizată de o semiaxă mare de 2,35 ua, o excentricitate de 0,34 și o înclinație de 22,6° în raport cu ecliptica.